# (100640) 1997 VY3
(100640) 1997 VY3 es un asteroide perteneciente al cinturón de asteroides, descubierto el 7 de noviembre de 1997 por Tom Stafford desde el Observatorio Zeno, Edmond, Oklahoma, Estados Unidos.

## Designación y nombre
Designado provisionalmente como 1997 VY3.

## Características orbitales
1997 VY3 está situado a una distancia media del Sol de 2,410 ua, pudiendo alejarse hasta 3,036 ua y acercarse hasta 1,785 ua. Su excentricidad es 0,259 y la inclinación orbital 7,964 grados. Emplea 1367,27 días en completar una órbita alrededor del Sol.

## Características físicas
La magnitud absoluta de 1997 VY3 es 15,3. Tiene 6 km de diámetro y su albedo se estima en 0,038.